# 삼양교통
삼양교통(三陽交通)은 서울특별시의 시내버스 회사이다. 본사 및 차고지는 서울특별시 강북구 삼양로173길 12 (우이동)에 있다.

## 연혁
- 1968년 7월 10일 : 회사 설립
- 2004년 7월 1일 : 2004년 서울특별시 버스 개편과 동시에 지선버스 2개와 간선버스 2개의 노선으로 운행

## 운행 노선
2023년 5월 13일 기준이다.
| 운행노선 | 운행구간   | 운행구간 | 운행구간     | 배차간격 (분) | 인가 대수 | 비고                                                                        |
| -------- | ---------- | -------- | ------------ | ------------- | --------- | --------------------------------------------------------------------------- |
| 130번    | 우이동     | ↔        | 길동         | 3~6           | 42        |                                                                             |
| 144번    | 우이동     | ↔        | 교대         | 3~10          | 39        | 구 28번 변경                                                                |
| 1165번   | 화계사     | ↔        | 미아사거리역 | 5~10          | 4         | 1115번, 1116번, 1121번 등과 노선 통합으로 동아운수와 공동배차로 운행한다.   |
| 8101번   | 도봉보건소 | ↔        | 시청역       | 5~10          | 2         | 맞춤버스로 한성여객, 아진교통, 선일교통, 진아교통 등과 공동배차로 운행한다. |

## 이전 보유 노선
- ● 1115번 : 미향마을 ↔ 미아사거리역 (1165번으로 노선통합)
- ● 8112번 : 장위 뉴타운 ↔ 성신여대입구역 (2023년 1월 27일 폐선)

## 보유 차종

#### KGM커머셜
- 에디슨모터스 스마트 093
- KGM 스마트 110

#### 자일대우버스
- 자일대우 NEW BS106

#### 현대자동차
- 현대 그린시티
- 현대 뉴 슈퍼 에어로시티
- 현대 저상 뉴 슈퍼 에어로시티

## 갤러리

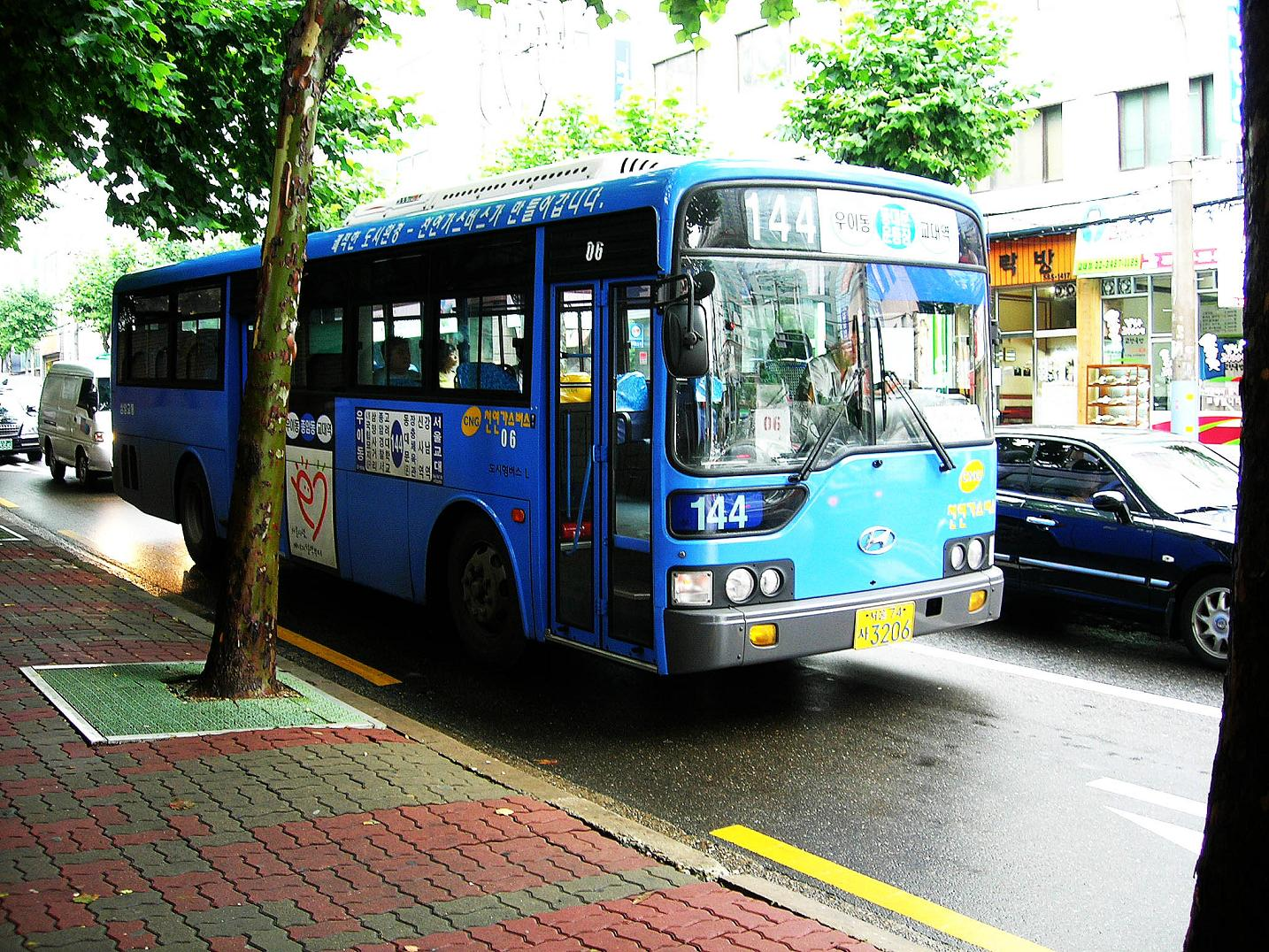
서울시내버스 144번 (대차 전)
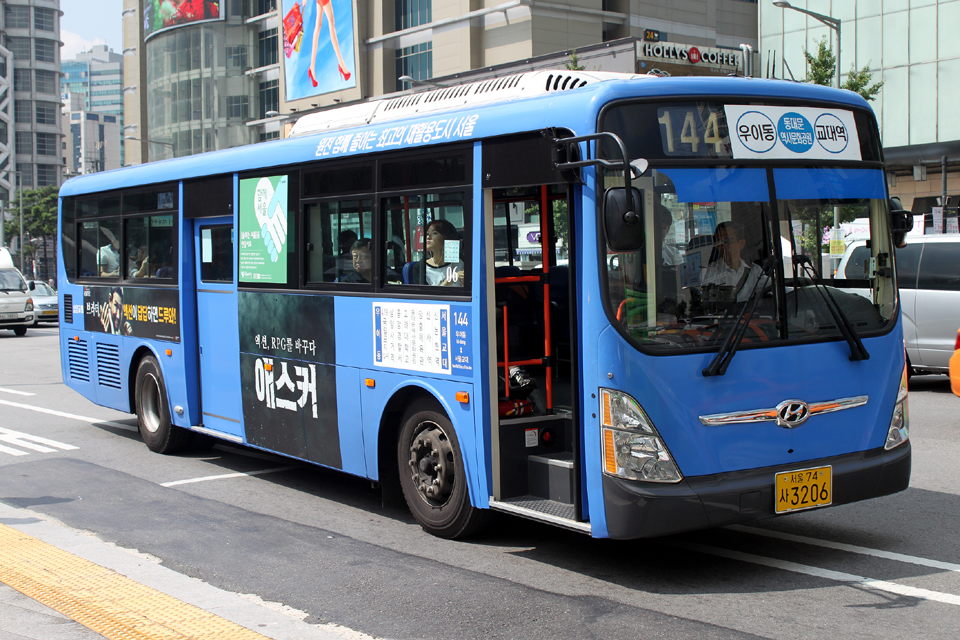
서울시내버스 144번
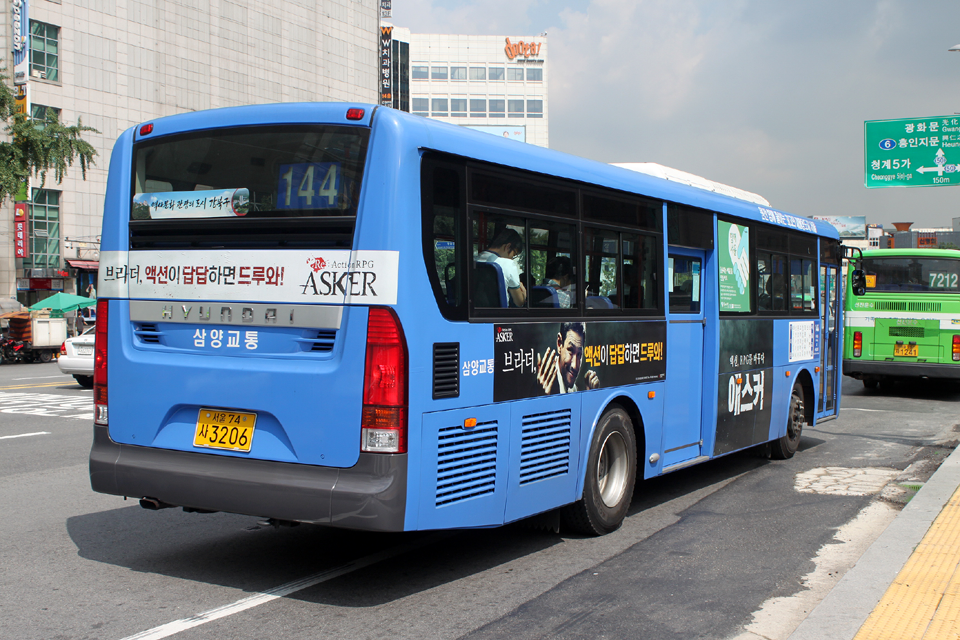
서울시내버스 144번
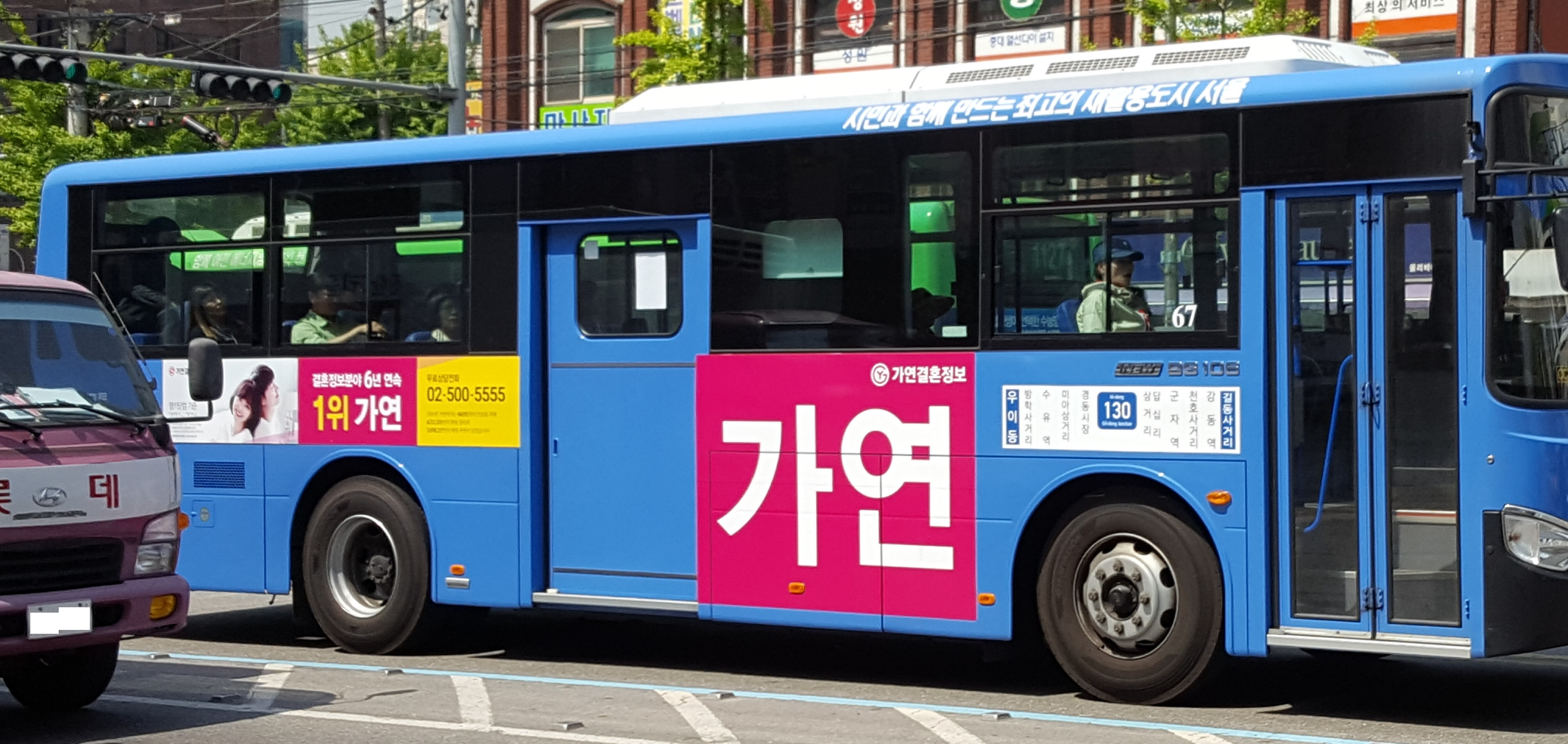
서울시내버스 130번